# 5,7-dimetossicumarina
La 5,7-dimetossicumarina, nota comunemente come citroptene, è una sostanza organica naturale appartenente alla famiglia delle cumarine, presente in particolare nella buccia di agrumi quali il limone e il bergamotto.
È una sostanza tossica ad azione fotomutagena.